# 阿恰尔达
阿恰尔达（Achhalda），是印度北方邦Auraiya县的一个城镇。总人口8361（2001年）。

## 人口
该地2001年总人口8361人，其中男性4446人，女性3915人；0—6岁人口1238人，其中男655人，女583人；识字率69.50%，其中男性为75.51%，女性为62.68%。